# Patricier
Patricier (latin: patricius) var oprindeligt en befolkningsgruppe i antikkens Rom, der omfattede de herskende aristokratiske familier. Disse patricier stod i kontrast til plebejerne, som var de almindelige frie romerske borgere. Patriciernes status gav dem mere politisk magt end plebejerne, hvilket ledte til spændinger mellem de to grupper, som udmundede i Stænderkampene. Disse spændinger resulterede i sidste ende i en ændring i den sociale struktur i antikkens Rom.
Forskellen mellem to befolkningsgrupper var mest betydningsfuld i det romerske kongerige og den tidlige romerske republik, mens betydningen aftog i takt med Stænderkampene (494 f.Kr. til 287 f.Kr.). Som en konsekvens heraf smeltede patricierne sammen med en gruppe af de fornemme plebejere i løbet af republik-perioden og skabte en nye adel, nobilitas. Romerske skribenter anvendte også ordet nobilitas i en bredere mening om aristokratiet – modsat "folket". I den sene republik og under det romerske kejserriget var medlemskab af patriciatet kun af nominel betydning
Ordet anvendes siden middelalderen om velstående borgerfamilier fra byerne og betyder "person af gammel, fornem slægt". Ordet bruges om den borgerlige overklasse (særligt før ca. 1900) til forskel fra adelen.
Indenfor arkitektur sættes ordet i forbindelse med de fornemme klassiske patriciervillaer fra 20'erne og 30'erne, der i dag markedsføres af sprogligt ukyndige ejendomsmæglere som "ugenerede Patriciavillaer".

## Etymologi
Det latinske ord patricius er afledt fra det latinske ord pater (pl. patres), som betyder ”far” (pl. ”fædre”). Det latinske ord patres conscripti betyder således direkte oversat til dansk ”konskriberende fædre” eller ”forsamlende fædre”, og kom til at betyde (samt henvise til) de romerske senatorer.